# Erich Neu
Erich Neu (* 26. November 1936 in Wetzlar; † 31. Dezember 1999 in Bochum) war ein deutscher Altorientalist.

## Leben
Er studierte an der Universität Marburg. Nach der Promotion mit der Arbeit Das hethitische Mediopassiv und seine indogermanischen Grundlagen am 6. Juli 1966 in Marburg und der Habilitation 1972 in Göttingen erhielt er die Venia legendi für Historisch-Vergleichende Sprachwissenschaft und für Hethitologie. 1976 wurde er an die Ruhr-Universität Bochum berufen, wo er von 1978 bis 1979 Dekan und von 1979 bis 1980 Prodekan war. 1987 wurde dort für ihn (ad personam) ein eigener Lehrstuhl für Hethitologie geschaffen, den er bis zu seinem Tod innehatte. Er starb an Bauchspeicheldrüsenkrebs.

## Schriften (Auswahl)
- Der Anitta-Text. Wiesbaden 1974. ISBN 3-447-01571-3.
- Glossar zu den althethitischen Ritualtexten. Wiesbaden 1983, ISBN 3-447-02231-0.
- Das Hurritische. Eine altorientalische Sprache in neuem Licht. Stuttgart 1988. ISBN 3-515-05179-1.
- mit Christel Rüster: Hethitisches Zeichenlexikon. Inventar und Interpretation der Keilschriftzeichen aus den Boğazköy-Texten. Wiesbaden 2011, ISBN 978-3-447-06520-7.